# Багатоголкова колючка
Багатоголкова колючка (Pungitius) — рід риб родини колючкових (Gasterosteidae). Містить такі види:
- Pungitius bussei (Warpachowski, 1888)
- Pungitius hellenicus Stephanidis, 1971
- Pungitius laevis (Cuvier, 1829) Багатоголкова колючка гладкохвоста
- Pungitius platygaster (Kessler, 1859) Багатоголкова колючка південна
- Pungitius polyakovi Shedko, Shedko & Pietsch, 2005
- Pungitius pungitius (Linnaeus, 1758) Колючка дев'ятиголкова
- Pungitius sinensis (Guichenot, 1869) Колючка амурська
- Pungitius stenurus (Kessler, 1876)
- Pungitius tymensis (Nikolskii, 1889) Колючка сахалінська